# Червоная Балка (Харьковская область)
Червоная Балка (укр. Червона Балка) — село,
Ивановский Второй сельский совет,
Барвенковский район,
Харьковская область, Украина.
Код КОАТУУ — 6320483605. Население по переписи 2001 г. составляет 225 (107/118 м/ж) человек.

## Географическое положение
Село Червоная Балка находится в 1-м км от села Ивановка, село пересекает балка в которой сделаны запруды. В 4-х км на запад протекает река Лозовенька.
Часть села раньше называлась Пантелеева Балка.

## Экономика
- В селе есть несколько овце-товарных ферм, машинно-тракторные мастерские.

## Достопримечательности
- Братская могила советских воинов и памятный знак воинам-землякам. Похоронено 124 воина.